# Jan Kotěra

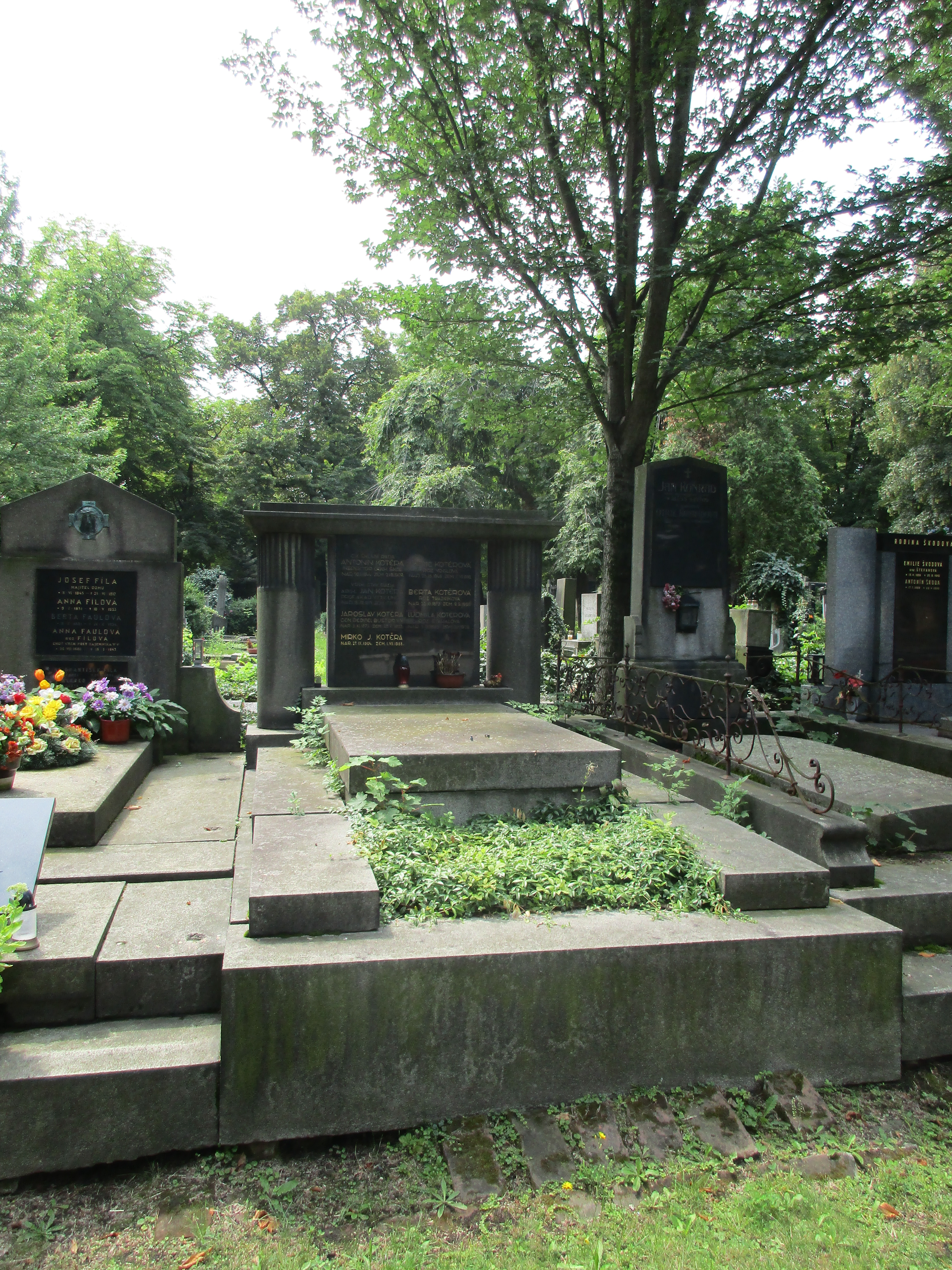
Hrob Arch. Jana Kotěry na Vinohradském hřbitově

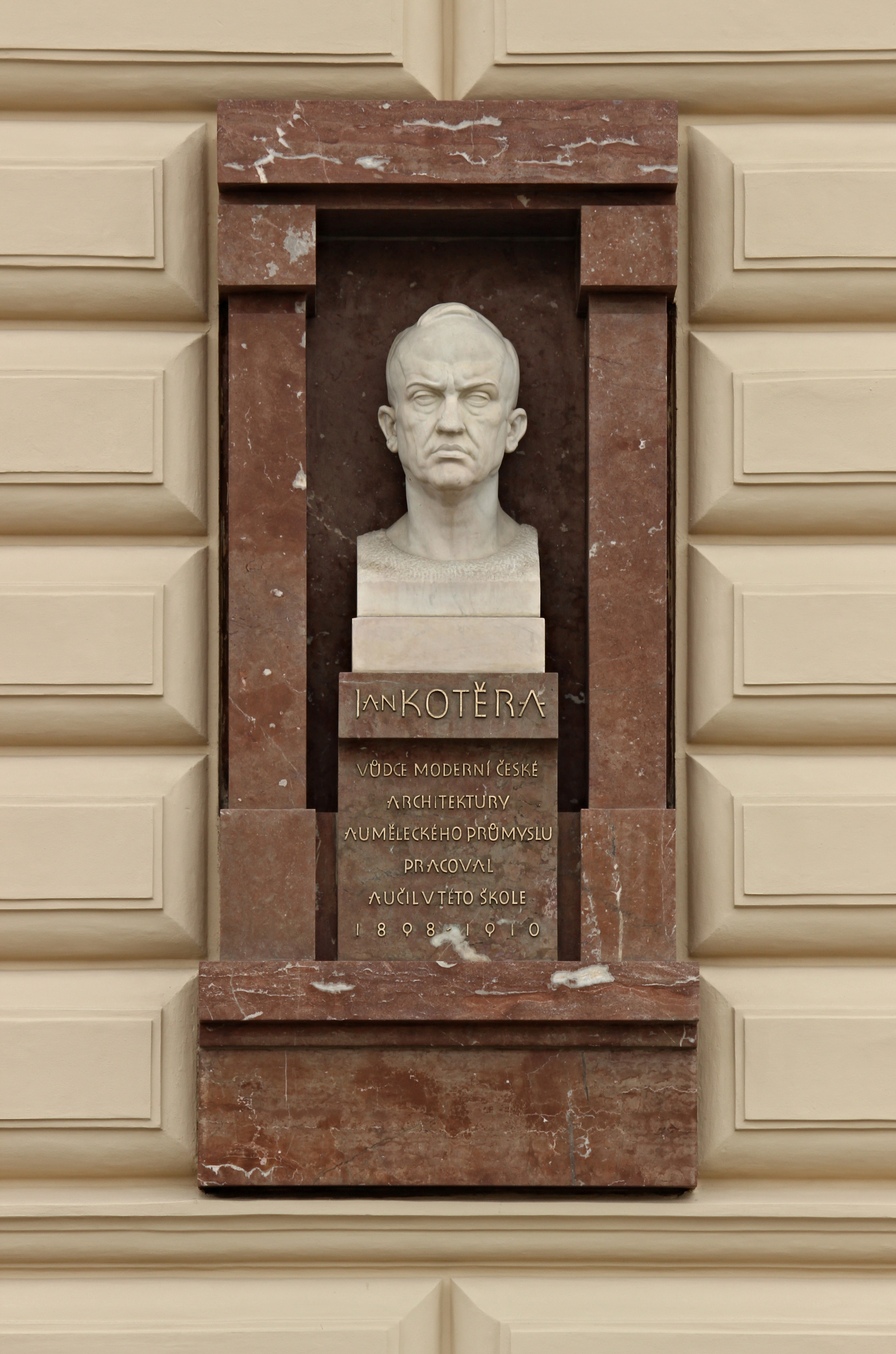
busta Jana Kotěry od Bohumila Kafky na budově Vysoké školy uměleckoprůmyslové v Praze

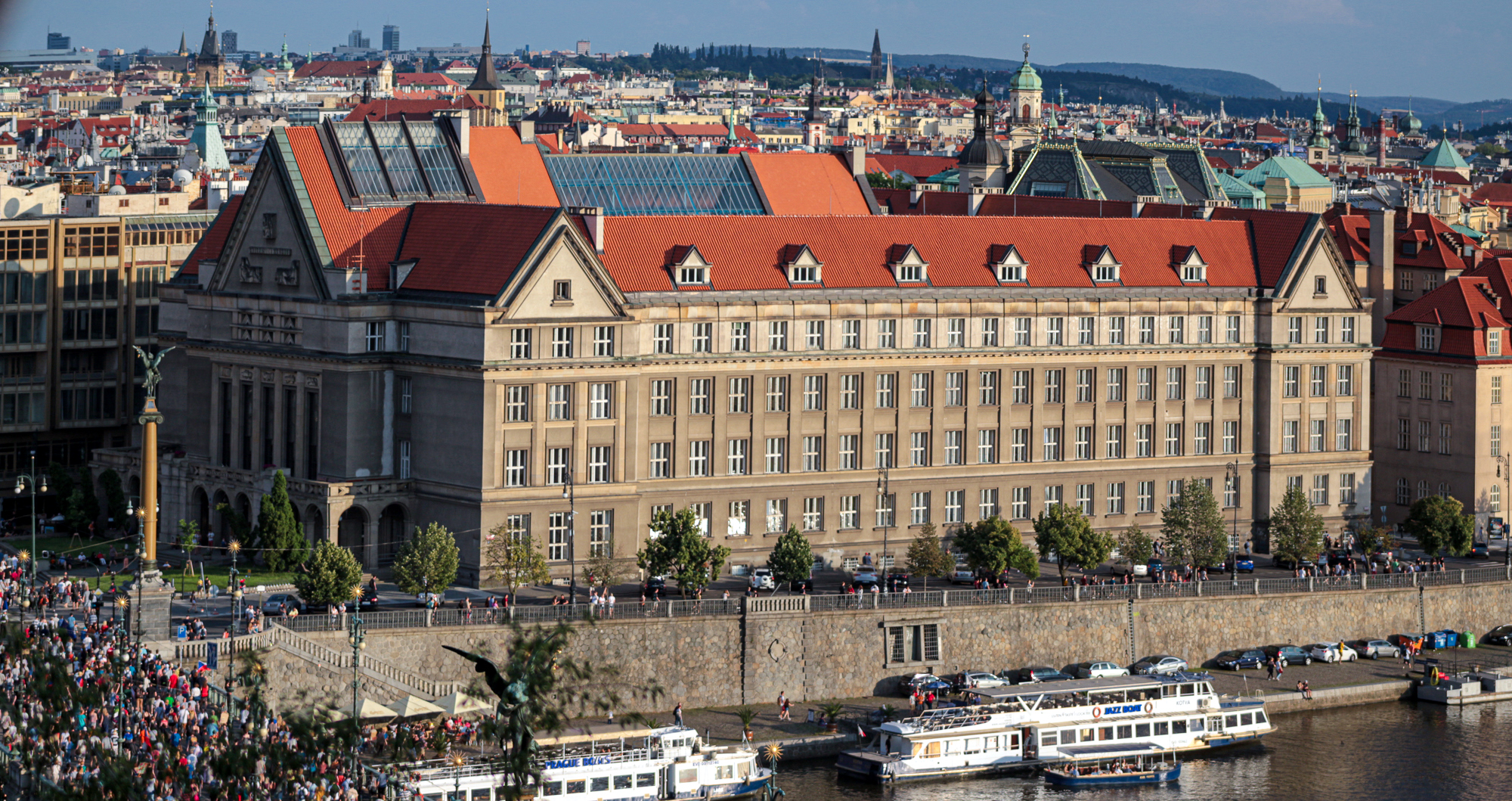
Právnická fakulta Univerzity Karlovy v Praze, Jan Kotěra a Ladislav Machoň, 1926–1929

Jan Karel Zdenko Kotěra (18. prosince 1871 Brno – 17. dubna 1923 Praha) byl český architekt, urbanista, teoretik architektury, návrhář nábytku a malíř.

## Život
Narodil se 18. prosince 1871 v Brně jako mladší syn středoškolského profesora Antonína Kotěry a jeho ženy Marie, rozené Vogl (Němka). Při křtu u Sv. Tomáše dostal tři jména: Jan Karel Zdenko. Vychováván byl v německých školách nejprve v Dolních Zálezlech a v Ústí nad Labem a potom na státní průmyslové škole, Odborné škole stavitelské v Plzni.
Po maturitě v roce 1890 přišel do Prahy, kde absolvoval praxi v projekční kanceláři inženýra Freyna a ocitl se v blízkosti barona Mladoty ze Solopysk. Oba objevili jeho talent a stali se mecenáši jeho dalšího studia na vídeňské Akademii výtvarných umění od roku 1894, kdy tam nastoupil nový profesor Otto Wagner. Ve Vídni se mladý Kotěra seznámil s Jože Plečnikem, Josefem Hoffmannem, Josefem Urbanem, ale i s Adolfem Loosem.
Kotěra byl ovlivňován na jedné straně wagnerovským modernismem, na druhé straně italsky orientovaným klasicismem, který ve vídeňské akademii ještě dozníval. Roku 1897 získal prestižní Římskou cenu spojenou se stipendijním pobytem v Palazzo Venezia v Římě. Tento pobyt spojený s cestami po celé Itálii, který Kotěra uskutečnil od února do června 1898, završil svá učednická léta.
Po návratu z Itálie nastoupil na speciální školu dekorativní architektury na pražské uměleckoprůmyslové škole (dnes na Náměstí Jana Palacha) na uprázdněné místo po Friedrichu Ohmannovi. K jeho žákům tam patřili například Josef Gočár a Čeněk Vořech.
V roce 1899 se oženil s Bertou Trázníkovou a zařídil si byt v Praze. Téhož roku začal pracovat na své první významné realizaci, kterou byla stavba Peterkova domu v Praze.
Roku 1910 byl jmenován profesorem nově vytvořené speciální školy architektury na Akademii výtvarných umění v Praze, kde učil i Bohuslava Fuchse a Františka L. Gahuru.
Jan Kotěra působil ve Spolku výtvarných umělců Mánes a jako redaktor časopisu Volné směry. Organizoval množství výstav (Auguste Rodin, expozice českého umění na světové výstavě v Mnichově). V jeho atelieru postupně pracovali Otakar Novotný, Josef Gočár, Pavel Janák, Bohuslav Fuchs a Josef Štěpánek. Absolvoval několik cest do Paříže, Holandska, Belgie, Německa.
Zemřel po delší nemoci 17. dubna 1923 v Praze. Je pohřben na Vinohradském hřbitově.

## Tvorba

### Vídeňské období
Hned na první hodině Kotěrových studií ve Vídni vyhlásil Otto Wagner boj klasicismu, ale přesto svým studentům povoloval novým způsobem využít staré ozdobné formy. Profesorova přednáška Kotěrovi otevřela neznámou stránku architektury. Hlavní Wagnerův přínos pro rozvoj architektury nespočíval v zásadních změnách, ale v modernizaci starého. Jeho ozdobné formy přiznávají konstrukci, zdůrazňují její technologické zvláštnosti a jsou zároveň symbolem moderní techniky. Z fasády nechal postupně vymizet historické elementy jako atiky, římsy, rizality a fasádní povrch komponoval podle nových zásad. Wagner si často pomáhal dvěma postranními pylony, mezi které nahoru vsunul silně vystupující část. Takovým „rámcem“ určil poměr fasádní plochy, kterou potom jednoduše, skoro graficky rozčlenil.
Příkladem toho, jak hluboko se učňovská léta u Wagnera vryla do Kotěrovy paměti, je Urbánkův dům v Praze. Zdá se, že v momentě, kdy už nevěděl, jak správně dál, vyhledal Kotěra útočiště ve Wagnerově fasádním schématu a předělal si ho po svém. Postupné ztenčování zdí důmyslně doplnil stupňováním vertikálních a horizontálních dělicích prvků.
Jednou z Kotěrových školních prací byl projekt ideálních knížecích lázní. Na tomto objektu si vyzkoušel celou paletu historického zdobení a přitom dodržel všechny funkční požadavky svého učitele. V rozporu s módou Art Nouveau povzbuzoval Wagner studenty ke zdobení ohraničených geometrických polí, aby touha po zdobení nepřesáhla strukturální části stavby.
Od roku 1893 asistoval svému příbuznému, pražskému staviteli Josefu Freynovi při přestavbě zámku Červený Hrádek u Sedlčan v historizujícím slohu pro Jana Nepomuka Mladotu ze Solopisk. Po roce 1895 už stavbu vedl sám. Pro stejného zadavatele navrhl i rodinnou hrobku v nedaleké Kosově Hoře.
Po návratu do vlasti neměl Kotěra příležitost, aby uskutečnil některý z velkých projektů, na které se ve Vídni připravoval. Pražské okolnosti ho více přitáhly ke každodenním úkolům, jakými byly nájemní a obchodní domy nebo předměstské vily.
Jeho první samostatnou prací po návratu do Prahy bylo průčelí Peterkova domu na Václavském náměstí. Kotěra hledal způsob, jak se osvobodit od naučených schémat, a dospěl k vlastnímu výrazu. Nejpřirozenější reakcí byl obrat k belgicko-francouzské variantě Art Nouveau, která byla opakem geometrické vídeňské secese. Při práci se ocitl v obtížné situaci. Kritikové z Volných směrů ho předem označovali za zachránce české architektury a kladli tak na jeho prvotinu přehnané nároky. Šlo také o jednu z prvních pražských ukázek nového secesního stylu, na který architekti starší generace hleděli jako na import ze znepřátelené Vídně, protivící se konzervativnímu vkusu svou velmi střídmou zdobností.

### Raná tvorba (1898–1905)

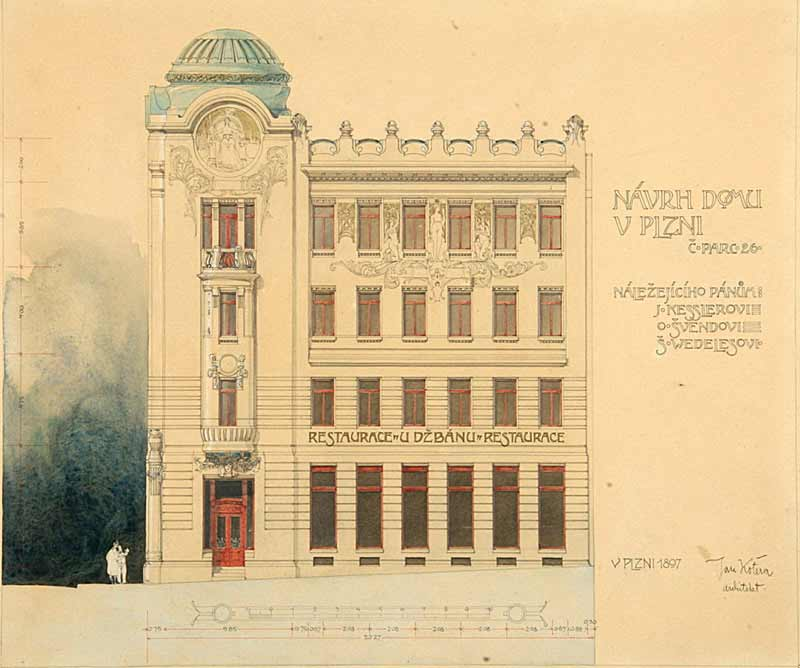
Návrh domu v Plzni (1897)

Průčelí Peterkova domu nepřineslo žádné další velké zakázky, proto se Kotěra v době kolem roku 1900 zabýval studiemi sakrální architektury. Vypracoval několik návrhů na přestavbu kostelíka sv. Jiří v Doubravce u Plzně. Ten byl opět kritiky shozen.
Roku 1902 navrhl Kotěra pro Spolek výtvarných umělců Mánes dřevěný pavilon na úpatí Kinského zahrady pod Petřínem určený pro výstavu plastik Augusta Rodina. Stavba byla určena pouze pro tuto výstavu, avšak svému účelu sloužila až do roku 1917, kdy byla odstraněna.
Mimo pavilon Mánes vyprojektoval Kotěra roku 1902 několik domů. Prvním z nich je Trmalova vila v Praze-Strašnicích. Tato vila nese mnoho folklorních motivů, především hrázděné zdivo, sedlovou střechu a bohatě vyřezávané dřevěné prvky zábradlí terasy a schodiště. Dominantním prostorem vily je vstupní hala anglického typu, z níž se vchází do kuchyně, jídelny a salonu.
Dalším počinem byla přestavba Máchova domu v Bechyni, která vychází z podobné dispozice. Tato stavba má velmi vyvážené proporce a je ozvláštněna dynamickým motivem zešikmených nosných stěn pod štítem.
První skutečně velkou zakázkou byla stavba Okresního domu pro Hradec Králové na sklonku roku 1902. Hradecký primátor František Ulrich, který úkol zadal, podporoval moderní výtvarné směry. Už v roce 1896 přivedl do Hradce Wagnerovy žáky Otokara Böhma a Huberta Gessnera. Okresní dům stojí na parcele nedaleko labského nábřeží v pásu bývalých městských hradeb. Průčelí je rozděleno na dvě části: první z nich je symetricky pojednána, ukončena výraznou, ve střední části zvlněnou římsou, pod níž je bohatá fresková dekorace s městským znakem uprostřed. Plochy mezi rozměrnými okny jsou holé, bez dekoru. Jiný charakter má druhá, užší část průčelí s hlavním vchodem lemovaném pilastry a lodžií v horním patře. Dům tedy je a není symetrický. Kotěra navrhl i veškeré vnitřní zařízení kavárny a restaurace.
Od roku 1903 dochází na pražské architektonické scéně k určitému posunu. Jsou prezentovány secesní stavby architektů Podhajského a Jurkoviče, později pak i projekty kotěrovců Kavalíra a Šidlíka.
Kolem roku 1904, kdy měl Kotěra již pevné místo na české architektonické scéně a kdy konzervativci začínají rezignovat a publikují práce jeho žáků, nastal příhodný čas k prosazení základních principů architektonické moderny. Kotěra své práce pod vlivem Charlese Mackintoshe, Jože Plečnika, Josefa Marii Olbricha a dalších postupně oprošťuje od secesního dekoru a vápenné omítky nahrazuje drsnými.
Jakýsi přechodový stupeň tvoří vila s ateliérem pro Stanislava Suchardu v Praze-Bubenči z let 1905–1907. Vila je koncipována opět v duchu anglického halového domu. Na západní stranu je umístěn rozlehlý atelier (později zničený přestavbou). Kotěra do domu navrhl v několika etapách i veškeré vnitřní zařízení.

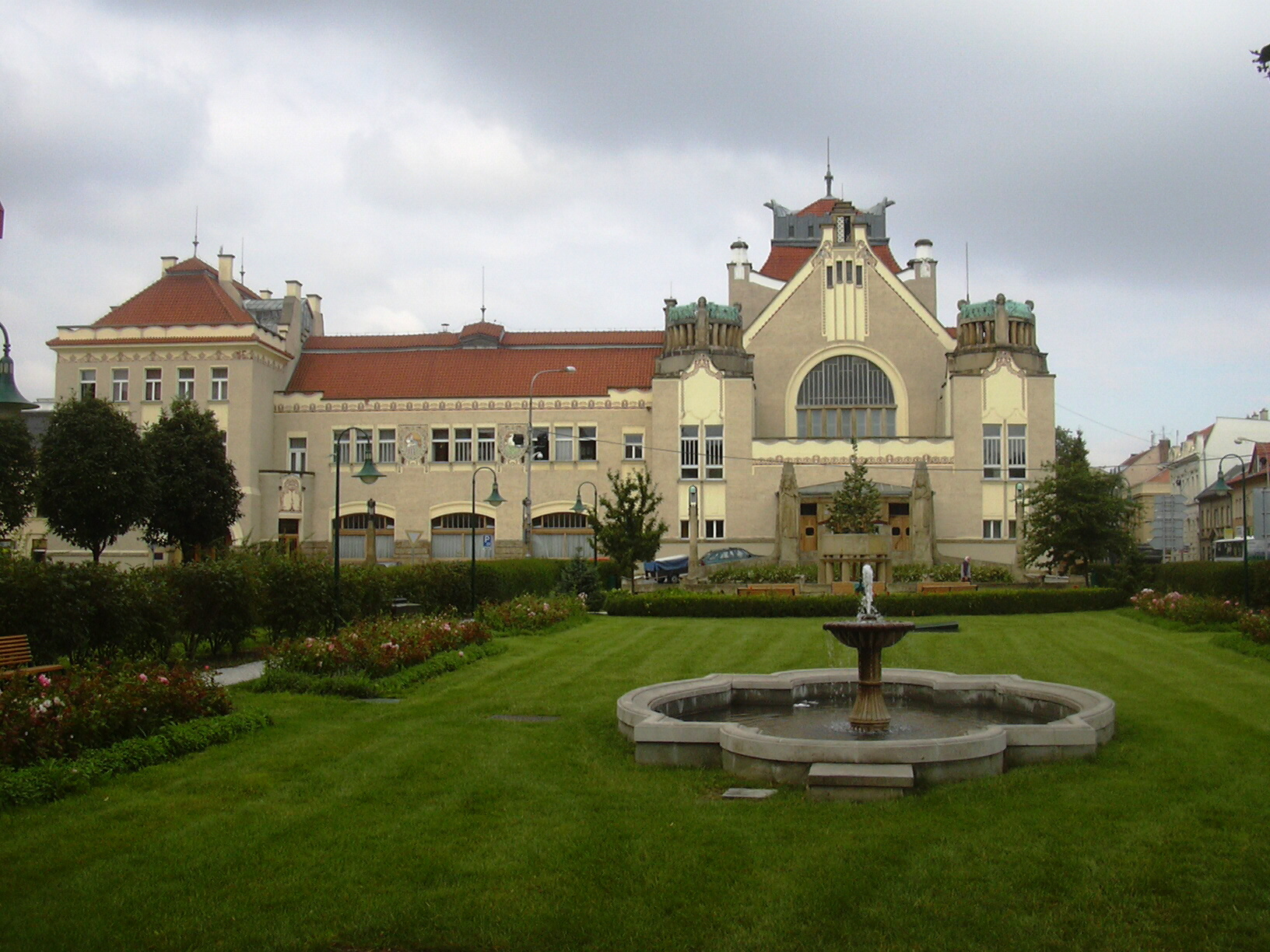
Národní dům v Prostějově

Druhou přechodovou stavbou je Národní dům v Prostějově, který patří k největším stavbám své doby. Zde měl Kotěra nelehký úkol. Místa měl pro stavbu měl sice dost, ale bylo nutno skloubit různé funkce stavby: víceúčelový sál, salóny, restaurace a kavárny. Proto zvolil dvoukřídlý objekt ve tvaru L s jasně oddělenými provozy. Průčelí prozrazuje vliv Olbrichových prací, přesto zde je stále dost dekoru. Mimořádnou péči věnoval Kotěra interiérům s bohatou dekorací.

### Vrcholné období (1906–1912)
Po roce 1906 měl již Kotěra prostor k prosazování architektury opírající se o „věčné přírodní téma o podpoře a břemeni“, kde ozdoby, které považoval za druhotné, slouží ke členění a podporování jasně konstruktivně vyjádřené masy.
Roku 1906 začal pracovat na souboru budov vodárny pro pražské předměstí Vršovice na katastru tehdejšího města Nusle a obce Braník. Soubor se skládá z čerpací stanice u řeky Vltavy v Braníku a vodárenské věže mezi Nuslemi, Pankrácí, Krčí a Michlí, kterou obklopují další tři obslužné budovy. Stejnou vodárenskou věž, navíc s artéskými studnami, realizoval také pro okres Třeboň v Třeboni I, nedaleko třeboňského židovského hřbitova Na Kopečku. Tato vodárenská soustava v Třeboni-Holičkách byla uvedena do provozu již v roce 1901 a dosud je plně funkční. (V 60 m vysoké vodárenské věži však je od roku 2014 muzeum orientálního umění.) Byl to jeden z mála Kotěrových návrhů inženýrské stavby, tedy tématu, které si vynutilo svůj specifický jazyk. Obvyklému obrazu průmyslové architektury se přiblížil skrze režné neomítané cihly a zvýrazněné tektonické články.
Naprosto zřetelným posunem od dekorativnosti je Kotěrova vlastní vila v Praze na Vinohradech. Jednoduché fasády zde ochotně přiznávají vnitřní prostorové uspořádání, což se na zahradní straně projevuje téměř loosovsky nepořádným uspořádáním oken.
Přísný styl svých staveb převedl do monumentálního měřítka v budově městského muzea v Hradci Králové z let 1909–1913. Budova se mu jevila jako skladba objemů volně rozvinutých do prostoru podle daných funkcí, bez ohledu na Wagnerovo ponaučení, že veřejná monumentální budova by měla dostat symetrický půdorys.
První varianta vznikla už roku 1907, ta však stále nesla dost dekorativních prvků. Zadavateli se nezdálo, že pro uskutečnění tak náročného a zdobného projektu disponuje dostatkem peněz. Proto se několik měsíců jednalo o uskromnění návrhu. „Musím ovšem značně zjednodušit fasádu“, napsal Kotěra kuratoriu o svých záměrech v červnu 1908. „Ve hmotách a tvarech se mnoho již změnit nedá a nastane tudíž zjednodušení tím, že se použije levnějšího materiálu. Za tím účelem snižuji použití kamene na minimum a pracuji nyní na fasádě v tom smyslu, že by byl sokl budovy betonový. Přízemek, jakož i hlavní tektonické dělení ostatních částí budovy bych provedl z režného zdiva. Veškeré zbývající plochy by byly pouze hrubě omítány.“ Tuto novou variantu návrhu dokončil Kotěrův ateliér v říjnu 1908 pod vedením Josefa Gočára. Stavět se však začalo na jaře 1909 podle další varianty, na které se Gočár nepodílel. Muzejní sály a čítárna byly veřejnosti zpřístupněny až v říjnu 1913.
V roce 1909 vyprojektoval dvě varianty návrhu pro hotel Peppina ve městě Opatija na dalmatském pobřeží Jaderského moře, každý s jinými architektonickými prvky.
V 19. století se muzea stavěla jako okázalé chrámy vědy. Počátkem století dvacátého se začal prosazovat názor, že nádhera a monumentalita muzejních budov začíná překážet jejich osvětové a vědecké funkci. Vidinu svatostánku můžeme vidět i v Kotěrově pojetí. Modernímu půdorysu nechybí kupole, která se tyčí nad vchodem hlídaným dvěma Suchardovými bohyněmi. Rám vstupní části pak nápadně připomíná románský ústupkový portál s odseknutým obloukem.
Strohý styl muzea nalezl odezvu v několika dalších Kotěrových projektech monumentálních staveb. Prvním z nich se stal návrh Právnické a Teologické fakulty České univerzity Karlo-Ferdinandovy v Praze. Tento projekt ho zaměstnával od roku 1907 až do konce života. Druhý návrh této budovy z roku 1909 vyznívá jako dvojče hradeckého muzea.
Mezi léty 1911 a 1912 pracoval Kotěra na projektu obchodního domu hudebního nakladatele Mojmíra Urbánka, zvaného též Mozarteum. Zde uplatnil myšlenku fasády ustupující patro po patře do hloubky budovy (podobně jako u hotelu Grand v HK nebo banky Slavie v Sarajevu). Objem domu uzavřel do mohutného železobetonového rámu, v úrovni přízemí a prvního patra otevřel jeho vnitřek do ulice. Cihlami obložená patra ustupují postupně dozadu, s tím zároveň sílí svazky betonových lezén, které spolu s parapetními římsami tvoří u fasády Mozartea její tektonickou kostru.
V roce 1911 navrhl přístavbu hotelu Imperial v Dubrovníku, která byla později podle jeho plánu také realizována.
Zhruba od roku 1910 zesiluje klasicistní složka Kotěrovy tvorby a stává se paralelní linií vedle přísného slohu hradeckého muzea či Mozartea. Pomalu se odklání od industriálního nářečí a navrací se k tradiční hierarchii architektonických hmot.

### Závěrečná část díla (1913–1923)
Tato léta nebyla pro Kotěru šťastná. Během války se téměř zastavila stavební činnost a na kvalitě prací v té době vytvořených se podepsal architektův zhoršující se zdravotní stav.
Klasicizující tendence se v Kotěrově díle pomalu zesilují a lze jen těžko najít přesnou hranici mezi vrcholnou a pozdní tvorbou. Jako jeden z mezníků lze označit stavbu Všeobecného penzijního ústavu na povltavském nábřeží v Praze. Tady řešil jen průčelí budovy, které důsledně dodržovalo pravoúhlou osnovu, jemně doplněnou geometrizujícími motivy zámečnických prací nebo vitráží.
Řadu dokončených předválečných staveb završuje novostavba Lembergova paláce ve Vídni z let 1913–1915. Budova byla navržena jako nový domov pro dvě rodiny, což znamenalo složitosti v půdorysném řešení. Dřívější Kotěrův vývoj je lehce připomenut skladbou režného zdiva okolo oken v prvním patře. Geometrizující kanelury na západním průčelí se svým způsobem vyrovnávají s kubismem, nicméně základní strohý ráz a sevřený objem odkazují k soudobým klasicizujícím tendencím.
Zánik monarchie a zrod republiky na podzim roku 1918 znamenal radikální změnu především poměrů politických a zprostředkovaně i kulturních a uměleckých. Kotěra věnoval v poválečném období mnoho sil projektu dostavby univerzitních budov. Od prvních skic v roce 1907 doznala myšlenka pronikavých změn. Rozhodnutí státní regulační komise o svedení dopravy na obě nábřeží neznamenalo sice zásadní zásah do hmotového řešení budov, navrhovaných Kotěrou symetricky po obou stranách Čechova mostu, měnilo však zásadně orientaci vstupů a řešení veřejného prostoru kolem budov. Východiskem později realizované jedné poloviny areálu – Právnické fakulty, dokončené až po Kotěrově smrti architektem Ladislavem Machoněm – se staly pozdější varianty, kde se objevuje výrazný motiv umělecky zdobeného trojúhelníkového štítu, evokující vysokou štítovou plochu Mozartea.
Rodinný dům – typologický druh, k jehož kultivaci v architektonickém, výtvarném i prostorovém plánu Kotěra přispěl maximální možnou mírou – se příznačně stal jeho poslední prací. Šlo o nedokončený projekt Laichterovy vily v Dobrušce.

## Dílo

### Realizované projekty (výběr)
- přestavba Červeného Hrádku u Sedlčan (1894–1896)
- hrobka rodiny Mladotů ze Solopisk, Kosova Hora (1898)
- Peterkův dům na Václavském náměstí 777/12 v Praze (1899–1900), spolupráce V. Thierhier
- instalace výstavy Umeleckoprůmyslové školy, Světová výstava 1900, Paříž, (1900) – Kotěra dokončil práci započatou Friedrichem Ohmannem. Za tuto práci obdržel stříbrnou medaili.
- scéna pro operu Rusalka, Národní divadlo (1901–1902)
- hrobka rodiny Mildovy, Vyšehrad (1901) – spolupráce Stanislav Sucharda
- Elbogenova hrobka, Nový židovský hřbitov, Praha (1901–1902)
- Robitschkova hrobka, Nový židovský hřbitov, Praha (1902)
- hrobka Egona Heinricha Perutze, Nový židovský hřbitov, Praha (1902)
- vila Jana Herbena, Hostišov čp. 11 (1902)
- pavilon SVU Mánes v Praze, pod Kinského zahradou (1902), zničeno
- instalace výstavy Augusta Rodina v pavilonu SVU Mánes (1902), sám Rodin ocenil ve svém dopisu kvality pavilonu i vlastní Kotěrovy instalace[8]
- Vila Vladimíra Fröhlicha, Černošice, čp. 316, Janského ulice (1902–1903)
- přestavba Máchovy vily, Bechyně, čp. 188, Libušina ulice (1902–1903)
- Trmalova vila, Praha 10-Strašnice, čp. 91, Vilová 11, (1902–1903)[9]
- vila Lva Peterky, Roztoky, Tiché údolí, (1902–1903)[10]
- hrobka Jakuba Vojty Slukova, Olšanské hřbitovy, Praha (1903)
- hotel Okresní dům, Hradec Králové, čp. 409, Palackého ulice
- expozice českého umění, světová výstava, St. Louis (1903)
- Suchardova vila s ateliérem, Praha 6-Bubeneč, čp. 248, Slavíčkova 6 (1904–1907)
- vila JUDr. Ferdinanda Tondera, Sankt Gilgen, Rakousko (1905–1906)
- Národní dům, Prostějov, čp. 218, Vojáčkovo náměstí, náměstí Františka Hlaváčka 1, 2 (1905–1907)
- vršovická vodárna v Praze-Michli, čp. 365, Baarova 5 (1906–1907)
- Městské muzeum, Eliščino nábřeží 465, Hradec Králové (1906–1913)
- Krausova vila, Sibiřské náměstí 5, čp. 208, Praha 6 – Bubeneč (1907)
- Götzova vila, Chrustenice čp. 52 (1907–1908)
- pracovna primátora královského hlavního města Prahy, Staroměstská radnice, Praha 1 – Staré Město, plastická výzdoba: Stanislav Sucharda (1907–1909)
- pavilon obchodu a průmyslu, Jubilejní výstava Obchodní a živnostenské komory, Praha (1908) – spolupráce: Josef Gočár, Pavel Janák, zničeno
- pavilon odborného školství, Jubilejní výstava Obchodní a živnostenské komory, Praha (1908) – spolupráce: K. Göttlich, zničeno
- Kotěrova vila, Praha 10 – Vinohrady, čp. 1542, Hradešínská 6 (1908–1909)
- vila Emila Kratochvíla, Černošice, Karlštejnská ulice 282, (1908–1910)
- Laichterův dům, Praha 2 – Vinohrady, čp. 1543, Chopinova 4 (1909) – dům nakladatele Jana Laichtera
- Charvátova vila, Vysoké Mýto, č.p. 247, Rokycanova ul., (1909-1910)
- Baťova vila, Zlín, čp. 292, Gahurova ul. (1909–1911)
- banka Slavia v Sarajevu (1911–1912)
- kolonie železničních zaměstnanců (dělnická kolonie), Louny (1911–1913)[11]
- Urbánkův obchodní dům Mozarteum, Praha 1 – Nové Město, čp. 748, Jungmannova 30 (1911–1913)
- budova Všeobecného penzijního ústavu, Praha 2 – Nové Město, čp. 390, Rašínovo nábřeží 42 (1912–1914) – spoluautor Josef Zasche, Zadavatel – česko-německý Všeobecný penzijní ústav – rozdělil zakázku mezi Němce Josefa Zascheho, který je autorem půdorysného a konstrukčního řešení a Čecha Jana Kotěru, který je autorem průčelí a výzdoby interiérů.[12]
- Nový zámek továrníka Bernarda Mandelíka, Ratboř, čp. 40 (1911)[13] – stavba pro majitele ratbořského cukrovaru
- přestavba Starého zámku továrníka Bernarda Mandelíka, Ratboř, čp. 1 (1912–1925)
- Lembergr-Gombrichův palác ve Vídni (1913–1914)
- vila pro grafika a malíře Karla Vika v Turnově č.p. 688 (1922–1924)
- vila rodiny Vanických v Kostelci nad Orlicí (1927)